# Adolf Meyer (Politiker, 1890)
Adolf Meyer (* 27. Februar 1890 in Hittfeld, Kreis Harburg; † 7. Februar 1980 in Seevetal) war ein deutscher Politiker (CDU). Er war von 1951 bis 1955 Abgeordneter im Landtag von Niedersachsen.
Meyer wurde in Hittfeld in Niedersachsen geboren. Seine Familie ist seit 500 Jahren auf ihrem Hof nachgewiesen. Er besuchte vier Jahre die Volksschule und danach drei Jahre das Realgymnasium. Er ging noch einmal für drei Jahre auf eine Landwirtschaftsschule, bevor er von 1909 bis 1910 den Militärdienst leistete. Im Ersten Weltkrieg war Meyer von 1914 bis 1918 Soldat. Nach seiner Rückkehr arbeitete er für eine Saatveredelungsgesellschaft und Mosterei und außerdem in einem landwirtschaftlichen Vereins. Er war Vorstandsmitglied im Reichslandbund. Vor 1933 war er Mitglied des Kreistages. Nach Ende des Zweiten Weltkrieges war er vom 6. Mai 1951 bis zum 5. Mai 1955 Mitglied des Niedersächsischen Landtages in seiner 2. Wahlperiode.